# 東映時代劇YouTube
東映時代劇YouTubeは、東映が運営する日本のYouTubeチャンネル。

## 概要
創立70年を迎えた東映には劇場用映画からテレビドラマまで数多くの時代劇コンテンツを有している。
これらの作品を2021年11月26日金曜日午前11時から無料で順次公開している。また、同年12月からはチャンネルの情報を発信する、TwitterとFacebookを開設している。
2022年8月5日からは、『吉宗評判記 暴れん坊将軍』第1話から順次英語字幕付き作品を世界配信をする。海外向けの配信作品は国内向けのラインナップとは異なる。

## 配信作品

### 連続配信
- 各作品の第1話・第2話は据置枠にて常時配信され、第3話以降は1週間限定での公開となり、各配信日の午前11時からの配信となる。
- 月曜日
  - 捕物時代劇DAY
    - 『遠山の金さん』（杉良太郎主演版）＊ 配信期間：2021年11月29日 -
- 水曜日
  - レディース時代劇DAY
    - 『大奥』（1983年）＊配信期間：2021年12月1日 - 2022年11月23日
    - 『紅つばめお雪』＊配信期間：2022年11月23日 - 2023年2月8日

  - 素浪人時代劇
    - 『素浪人 月影兵庫』（1965年・近衛十四郎主演版）＊配信期間：2023年2月8日 -
- 木曜日
  - ヒーロー時代劇DAY
    - 『仮面の忍者 赤影』（1967年・坂口祐三郎主演版）＊配信期間：2022年4月7日 - 2023年3月23日
    - 『妖術武芸帳』＊配信期間：2023年3月23日 - 2023年6月8日
    - 『燃えよ剣』（1970年）＊配信期間：2023年6月8日 -
- 金曜日
  - 忍者時代劇DAY
    - 『服部半蔵 影の軍団』＊配信期間：2021年11月26日 - 2022年6月3日
    - 『影の軍団II』＊配信期間：2022年6月3日 - 2022年12月2日
    - 『影の軍団III』＊配信期間：2022年12月2日 - 2023年6月2日
    - 『影の軍団IV』＊配信期間：2023年6月2日 -
- 土曜日
  - 定番時代劇DAY
    - 『銭形平次』（二代目大川橋蔵主演版）＊配信期間：2021年11月27日 -

### 傑作時代劇DAY
- 当初は日曜日に配信されていたが2021年12月11日の配信以降は土曜日に移行し、午前11時公開と午後7時プレミア公開の2本立てに変更されている。配信間隔は隔週となっている。
- 2022年6月からは午後7時配信作品がその時期のトレンドにフォーカスした作品を毎週配信する形態に変更となっている。午前11時配信作品は現行通りである。
- 上段が午前11時（一部作品は午後1時）、下段が午後7時配信作品。
- ☆は予告編も配信された作品。

- 2021年11月28日 - 2021年12月12日
  - 『将軍家光の乱心 激突』
- 2021年12月11日 - 2021年12月25日
  - 『白馬童子 南蛮寺の決斗』
  - 『影の軍団 服部半蔵』
- 2021年12月25日 - 2022年1月8日
  - 『白馬童子 南蛮寺の決斗・完結篇』
  - 『真田幸村の謀略』
- 2022年1月8日 - 2022年1月22日
  - 『新諸国物語 笛吹童子 第一部どくろの旗』
  - 『女帝 春日局』
- 2022年1月22日 - 2022年2月5日
  - 『
新諸国物語 笛吹童子 第二部妖術の斗争』
  - 『忍者武芸帖 百地三太夫』
- 2022年2月5日 - 2022年2月19日
  - 『新諸国物語 笛吹童子 完結篇満月城の凱歌』
  - 『十三人の刺客』
- 2022年2月19日 - 2022年3月5日
  - 『新諸国物語 紅孔雀 第一篇 那智の小天狗』
  - 『十一人の侍』
- 2022年3月5日 - 2022年3月19日
  - 『新諸国物語 紅孔雀 第二篇 呪の魔笛』
  - 『大殺陣』
- 2022年3月19日 - 2022年4月2日
  - 『新諸国物語 紅孔雀 第三篇 月の白骨城』
  - 『海賊八幡船』
- 2022年4月2日 - 2022年4月16日
  - 『新諸国物語 紅孔雀 第四篇 剣盲浮寝丸』
  - 『忍者秘帖 梟の城』
- 2022年4月16日 - 2022年4月30日
  - 『新諸国物語 紅孔雀 完結篇 廃墟の秘宝』
  - 『間諜』☆
- 2022年4月30日 - 2022年5月14日
  - 『新諸国物語 七つの誓い 黒水仙の巻』☆
  - 『十七人の忍者』☆
- 2022年5月14日 - 2022年5月28日
  - 『新諸国物語 七つの誓い 奴隷船の巻』☆
  - 『幽霊島の掟』☆
- 2022年5月28日 - 2022年6月11日
  - 『新諸国物語 七つの誓い 凱旋歌の巻』☆
  - 『曽我兄弟 富士の夜襲』☆
- 2022年6月11日 - 2022年6月25日
  - 『新諸国物語 黄金孔雀城』
- 2022年6月25日 - 2022年7月9日
  - 『新諸国物語 黄金孔雀城 第二部』
- 2022年7月9日 - 2022年7月23日
  - 『新諸国物語 黄金孔雀城 第三部』
- 2022年7月23日 - 2022年8月6日
  - 『新諸国物語 黄金孔雀城 完結篇』
- 2022年7月30日 - 2022年8月7日
  - 『てなもんや三度笠』（1963年）☆
- 2022年8月6日 - 2022年8月20日
  - 『新黄金孔雀城 七人の騎士 第一部』
- 2022年8月20日 - 2022年9月3日
  - 『新黄金孔雀城 七人の騎士 第二部』
- 2022年9月3日 - 2022年9月17日
  - 『新黄金孔雀城 七人の騎士 完結篇』
- 2022年10月1日 - 2022年10月15日
  - 『怪獣蛇九魔の猛襲』
- 2022年10月15日 - 2022年10月29日
  - 『逆襲天の橋立』
- 2022年10月29日 - 2022年11月12日
  - 『雄呂血の秘宝 前篇』（1955年）
- 2022年10月29日 - 2022年11月6日
  - 『続 てなもんや三度笠』（1963年）☆
- 2022年11月12日 - 2022年11月26日
  - 『雄呂血の秘宝 後篇』
- 2022年11月26日 - 2022年12月10日
  - 『少年三国志 第一部』
- 2022年12月10日 - 2022年12月24日
  - 『少年三国志 第二部』
- 2022年12月24日 - 2023年1月7日
  - 『里見八犬傳 第一部 妖刀村雨丸』（1954年・東千代之介主演版）
- 2023年1月7日 - 2023年1月21日
  - 『里見八犬傳 第二部 芳流閣の龍虎』（1954年・東千代之介主演版）
- 2023年1月21日 - 2023年2月4日
  - 『里見八犬傳 第三部 怪猫乱舞』（1954年・東千代之介主演版）
- 2023年2月4日 - 2023年2月18日
  - 『里見八犬傳 第四部 血盟八剣士』（1954年・東千代之介主演版）
- 2023年2月17日 - 2023年2月24日
  - 『反逆児』（1961年）
- 2023年2月18日 - 2023年3月4日
  - 『里見八犬傳 完結篇 暁の勝鬨』（1954年・東千代之介主演版）
- 2023年2月24日 - 2023年3月3日
  - 『忍法忠臣蔵』
- 2023年3月4日 - 2023年3月18日
  - 『三日月童子 第一篇 剣雲槍ぶすま』
- 2023年3月18日 - 2023年4月1日
  - 『三日月童子 第二篇 天馬空を征く』
- 2023年3月31日 - 2023年4月8日
  - 『旗本退屈男』（1958年・市川右太衛門主演版）
- 2023年4月1日 - 2023年4月15日
  - 『三日月童子 完結篇 万里の魔鏡』
- 2023年4月15日 - 2023年4月29日
  - 『月笛日笛 第一篇 月下の若武者』
- 2023年4月29日 - 2023年5月13日
  - 『月笛日笛 第二篇 白馬空を飛ぶ』
- 2023年5月13日 - 2023年5月27日
  - 『月笛日笛 完結篇 千丈ヶ原の激斗』

### 据置配信
- 各作品の第1話・第2話を配信。また、連続配信の作品も同様に各作品の第1話・第2話が常時配信される。
- 作品は原則毎月1日午前11時に公開される。
- 特段記載が無い作品は第1話・第2話同時配信。

- 2021年11月26日公開 
  - 『吉宗評判記 暴れん坊将軍』
  - 『遠山の金さん捕物帳』
  - 『三匹が斬る!』（1987年）
  - 『長七郎天下ご免!』
  - 『紅つばめお雪』＊2022年11月23日からは連続配信作品として第3話以降も公開されている。
  - 『仮面の忍者 赤影』（1967年・坂口祐三郎主演版）＊2022年4月7日からは連続配信作品として第3話以降も公開されている。
  - 『運命峠』
  - 『燃えよ剣』（1970年）
  - 『影同心』
  - 『素浪人 月影兵庫』（1965年・近衛十四郎主演版）＊2023年2月8日からは連続配信作品として第3話以降も公開されている。
  - 『服部半蔵 影の軍団』第1話

- 2021年11月27日配信
  - 『銭形平次』（二代目大川橋蔵主演版）第1話

- 2021年11月29日配信
  - 『遠山の金さん』（杉良太郎主演版）第1話

- 2021年12月1日配信
  - 『大奥』（1983年）第1話

- 2021年12月3日配信
  - 『服部半蔵 影の軍団』第2話

- 2021年12月4日配信
  - 『銭形平次』（二代目大川橋蔵主演版）第2話

- 2021年12月6日配信
  - 『遠山の金さん』（杉良太郎主演版）第2話

- 2021年12月8日配信
  - 『大奥』（1983年）第2話

- 2022年2月11日配信
  - 『桃太郎侍』（1976年・高橋英樹主演版〈日本テレビ放映版〉）
  - 『妖術武芸帳』
  - 『素浪人 花山大吉』

- 2022年3月1日配信
  - 『柳生一族の陰謀』
  - 『賞金稼ぎ』

- 2022年4月1日配信
  - 『大坂城の女』
  - 『右門捕物帖』（1974年・杉良太郎主演版）
  - 『長谷川伸シリーズ沓掛時次郎』（1972年）

- 2022年5月1日配信
  - 『騎馬奉行』
  - 『新選組血風録』（1965年）
  - 『変身忍者 嵐』
  - 『影の軍団II』

- 2022年6月3日配信
  - 『影の軍団II』第1話

- 2022年6月4日配信
  - 『柳生あばれ旅』
  - 『忍法かげろう斬り』
  - 『徳川の女たち』

- 2022年6月10日配信
  - 『影の軍団II』第2話

- 2022年7月1日配信
  - 『俺は用心棒』
  - 『素浪人 天下太平』
  - 『十手無用 九丁堀事件帖』

- 2022年8月3日配信
  - 『清水次郎長』（1971年・竹脇無我主演版）
  - 『将軍家光忍び旅』

- 2022年9月1日配信
  - 『眠狂四郎』（1972年・田村正和主演版）
  - 『待っていた用心棒』

- 2022年10月3日配信
  - 『
影同心II』
  - 『帰って来た用心棒』

- 2022年11月2日配信
  - 『ぶらり信兵衛 道場破り』
  - 『新選組』（1973年・鶴田浩二主演版）

- 2022年12月2日配信
  - 『影の軍団III』第1話

- 2022年12月9日配信
  - 『影の軍団III』第2話

- 2023年3月1日配信
  - 『赤穂浪士』（1979年・萬屋錦之介主演版）
  - 『編笠十兵衛』（1974年）

- 2023年4月3日配信
  - 『隼人が来る』
  - 『いただき勘兵衛 旅を行く』

- 2023年5月2日配信
  - 『徳川おんな絵巻』
  - 『江戸巷談・花の日本橋』

- 2023年6月1日配信
  - 『お祭り銀次捕物帳』
  - 『風鈴捕物帳』

- 2023年6月2日配信
  - 『影の軍団IV』第1話

- 2023年6月9日配信
  - 『影の軍団IV』第2話

### 特別配信
- チャンネル登録者数が一定の数に達した際などに特別に配信される。
- 2022年6月からは午後7時配信作品でその時期のトレンドにフォーカスした作品を毎週配信する。
- ☆は予告編も配信された作品。

- 10万人突破記念!年またぎ東映時代劇スペシャル
  - 『冒険大活劇 黄金の盗賊』＊配信期間：2021年12月29日 - 2022年1月3日
  - 『怪竜大決戦』＊配信期間：2021年12月30日 - 2022年1月3日
  - 『飛びだす冒険映画 赤影』＊配信期間：2021年12月31日 - 2022年1月3日
  - 『戦国乱世の暴れん坊 齋藤道三 怒涛の天下取り』＊配信期間：2022年1月1日 - 2022年1月10日

- 登録者15万人御礼企画
  - 『銭形平次』（1967年・二代目大川橋蔵主演版）☆＊配信期間：2022年4月3日 - 2022年4月10日
  - 『赤穂城断絶』☆＊配信期間：2022年4月3日 - 2022年4月10日
  - 『水戸黄門』（1978年・東野英治郎主演版）☆＊配信期間：2022年4月10日 - 2022年4月17日
  - 『柳生一族の陰謀』☆＊配信期間：2022年4月10日 - 2022年4月17日

- GW特別企画「10人の金さん祭り」
  - 『遠山の金さん捕物帳』第3話＊配信期間：2022年4月29日 - 2022年5月8日
  - 『ご存知遠山の金さん』第1話＊配信期間：2022年4月29日 - 2022年5月8日
  - 『ご存じ金さん捕物帳』第1話＊配信期間：2022年4月29日 - 2022年5月8日
  - 『遠山の金さん』（杉良太郎主演版）第2シリーズ第1話＊配信期間：2022年4月29日 - 2022年5月8日
  - 『遠山の金さん』（高橋英樹主演版）第1話＊配信期間：2022年4月29日 - 2022年5月8日
  - 『遠山の金さんVS女ねずみ』第1話＊配信期間：2022年4月29日 - 2022年5月8日
  - 『遠山の金さん』（松平健主演版）第1話＊配信期間：2022年4月29日 - 2022年5月8日
  - 『橋蔵のやくざ判官』☆＊配信期間：2022年5月3日 - 2022年5月8日
  - 『いれずみ判官』（1965年・鶴田浩二主演版）☆＊配信期間：2022年5月4日 - 2022年5月8日
  - 『さいころ奉行』（1961年・片岡千恵蔵主演版）☆＊配信期間：2022年5月5日 - 2022年5月8日

- 大友柳太朗生誕110周年特集
  - 『右門捕物帖 片目の狼』＊配信期間：2022年6月11日 - 2022年6月19日
  - 『丹下左膳 決定版』（大友柳太朗主演版）＊配信期間：2022年6月18日 - 2022年6月26日
  - 『血と砂の決斗』☆＊配信期間：2022年6月25日 - 2022年7月3日

- 納涼怪談時代劇特集
  - 『怪談 お岩の亡霊』（1961年）☆＊配信期間：2022年7月2日 - 2022年7月10日
  - 『怪談 蛇女』☆＊配信期間：2022年7月9日 - 2022年7月17日
  - 『怪猫からくり天井』＊配信期間：2022年7月16日 - 2022年7月24日
  - 『怪猫 呪いの沼』☆＊配信期間：2022年7月23日 - 2022年7月31日

- 地上波再放送記念[2]
  - 『銭形平次』（二代目大川橋蔵主演版）第521話＊配信期間：2022年7月1日 - 2022年7月31日

- チャンネル登録者20万人突破御礼企画 東映オールスター時代劇特集
  - 『任侠清水港』＊配信期間：2022年8月6日 - 2022年8月14日
  - 『任侠東海道』＊配信期間：2022年8月13日 - 2022年8月21日
  - 『任侠中仙道』＊配信期間：2022年8月20日 - 2022年8月28日
  - 『勢揃い東海道』＊配信期間：2022年8月27日 - 2022年9月4日

- 快傑！頭巾ヒーロー特集
  - 『鞍馬天狗』（1959年・東千代之介主演版）＊配信期間：2022年9月3日 - 2022年9月11日
  - 『紫頭巾』（1958年・片岡千恵蔵主演版）＊配信期間：2022年9月10日 - 2022年9月19日
  - 『怪人まだら頭巾』＊配信期間：2022年9月17日 - 2022年9月25日
  - 『変幻紫頭巾』＊配信期間：2022年9月24日 - 2022年10月2日

- 秋の全国交通安全運動特集[3]
  - 『水戸黄門のお年寄りの交通安全』（1997年・佐野浅夫主演版）＊配信期間：2022年9月17日 - 2022年9月30日
  - 『大岡越前のお年寄りの交通安全』（1999年・加藤剛主演版）＊配信期間：2022年9月24日 - 2022年9月30日

- 東映城のお姫様特集[4]
  - 『鶯城の花嫁』＊配信期間：2022年10月1日 - 2022年10月10日
  - 『姫君一刀流』＊配信期間：2022年10月8日 - 2022年10月16日
  - 『お世継ぎ初道中』＊配信期間：2022年10月15日 - 2022年10月23日
  - 『天下の御意見番』＊配信期間：2022年10月22日 - 2022年10月30日

- 旧作特集上映企画「東映クラシックス[5]」予告編
  - 『武士道残酷物語』＊配信期間：2022年10月14日 - 2022年11月末頃

- 祝・チャンネル開設1周年 新選組映画特集
  - 『新選組鬼隊長』＊配信期間：2022年11月5日 - 2022年11月13日
  - 『新選組』（1958年・片岡千恵蔵主演版）＊配信期間：2022年11月15日 - 2022年11月23日[6]
  - 『壮烈新選組 幕末の動乱』＊配信期間：2022年11月19日 - 2022年11月27日
  - 『新選組血風録 近藤勇』（1963年・市川右太衛門主演版）＊配信期間：2022年11月25日 - 2022年12月4日

- 「東映オンデマンド」サービス開始記念特集
  - 『宮本武蔵』（1961年・中村錦之助(萬屋錦之介)主演版）＊配信期間：2022年12月1日 - 2022年12月11日
  - 『忠臣蔵 櫻花の巻・菊花の巻』＊配信期間：2022年12月9日 - 2022年12月18日
  - 『若さま侍捕物帖』（1960年・二代目大川橋蔵主演版）＊配信期間：2022年12月16日 - 2022年12月25日
  - 『御存じいれずみ判官』（1960年・片岡千恵蔵主演版）＊配信期間：2022年12月23日 - 2023年1月1日
  - 『吉宗評判記 暴れん坊将軍』第3話・第4話＊配信期間：2022年12月1日 - 2022年12月31日
  - 『桃太郎侍』（1976年・高橋英樹主演版〈日本テレビ放映版〉）第3話・第4話＊配信期間：2022年12月1日 - 2022年12月31日
  - 『柳生一族の陰謀』第3話・第4話＊配信期間：2022年12月1日 - 2022年12月31日

- 超大型時代劇特集
  - 『家光謀殺』（1995年）＊配信期間：2022年12月31日 - 2023年1月9日
  - 『戦国最後の勝利者!徳川家康』（1992年）＊配信期間：2023年1月2日 - 2023年1月9日
  - 『独眼竜の野望 伊達政宗』（1993年）＊配信期間：2023年1月3日 - 2023年1月9日

- 傑作時代劇特集企画
  - 『東映オールスター映画 水戸黄門』（1960年・月形龍之介主演版）＊配信期間：2023年1月1日 - 2023年1月9日
  - 『徳川家康』（1965年・北大路欣也主演版）＊配信期間：2023年1月6日 - 2023年1月13日
  - 『牙狼之介』＊配信期間：2023年1月13日 - 2023年1月20日
  - 『旗本退屈男 謎の南蛮太鼓』（1959年・市川右太衛門主演版）＊配信期間：2023年1月20日 - 2023年1月27日

- 「東映オンデマンド」配信記念
  - 『眠狂四郎』（1972年・田村正和主演版）第3話・第4話＊配信期間：2023年1月1日 - 2023年1月31日
  - 『三匹が斬る!』（1987年）第3話・第4話＊配信期間：2023年1月1日 - 2023年1月31日

- 映画監督 大友啓史が選ぶ東映時代劇3選[7]
  - 『妖刀物語 花の吉原百人斬り』＊配信期間：2023年1月27日 - 2023年2月5日
  - 『沓掛時次郎 遊侠一匹』＊配信期間：2023年2月3日 - 2023年2月12日
  - 『十三人の刺客』＊配信期間：2023年2月10日 - 2023年2月19日
  - 『レジェンド&バタフライ』×東映時代劇YouTube 大友啓史監督独占インタビュー ＊配信期間：2023年1月27日 -

- 「東映オンデマンド」リニューアル記念
  - 『続・三匹が斬る!』第1話＊配信期間：2023年2月1日 - 2023年2月28日

- 忍者映画特集
  - 『風の武士』（1964年）＊配信期間：2023年3月3日 - 2023年3月12日
  - 『第三の忍者』＊配信期間：2023年3月10日 - 2023年3月19日
  - 『忍者狩り』（1964年・近衛十四郎主演版）＊配信期間：2023年3月17日 - 2023年3月26日
  - 『十七人の忍者 大血戦』＊配信期間：2023年3月24日 - 2023年4月2日

- 美空ひばり、大川橋蔵、里見浩太朗、萬屋錦之介が歌う！ ミュージカル時代劇特集
  - 『花笠若衆』＊配信期間：2023年4月7日 - 2023年4月16日
  - 『花笠道中』＊配信期間：2023年4月14日 - 2023年4月23日
  - 『真田風雲録』＊配信期間：2023年4月21日 - 2023年4月30日
  - 『新蛇姫様 お島千太郎』＊配信期間：2023年4月28日 - 2023年5月7日

- 行楽シーズン到来！股旅映画特集
  - 『殿さま弥次喜多　怪談道中』＊配信期間：2023年5月5日 - 2023年5月14日
  - 『殿さま弥次喜多 捕物道中』＊配信期間：2023年5月12日 - 2023年5月21日
  - 『殿さま弥次喜多』＊配信期間：2023年5月19日 - 2023年5月28日
  - 『ひばり・チエミの弥次喜多道中』＊配信期間：2023年5月26日 - 2023年6月4日

- 春の交通安全運動特集
  - 『かげろうお銀のお年寄りの交通安全』（2003年）＊配信期間：2023年5月11日 - 2023年5月18日
  - 『鞍馬天狗のお年寄りの交通安全』（2001年）＊配信期間：2023年5月18日 - 2023年5月25日

### 英語字幕版
- 既に国内で据置配信されている作品の1・2話に英語字幕を付けて、順次配信される。日本時間の火曜日と金曜日の午後2時に配信される。
- 『吉宗評判記 暴れん坊将軍』
  - 第1話：2022年8月5日 -
  - 第2話：2022年8月9日 -
- 『変身忍者 嵐』
  - 第1話：2022年8月12日 -
  - 第2話：2022年8月16日 -
- 『柳生あばれ旅』
  - 第1話：2022年8月19日 -
  - 第2話：2022年8月23日 -
- 『紅つばめお雪』
  - 第1話：2022年8月26日 -
  - 第2話：2022年8月30日 -
- 『妖術武芸帳』
  - 第1話：2022年9月2日 -
  - 第2話：2022年9月6日 -
- 『三匹が斬る!』
  - 第1話：2022年9月9日 -
  - 第2話：2022年9月13日 -
- 『柳生一族の陰謀』
  - 第1話：2022年9月16日 -
  - 第2話：2022年9月20日 -
- 『素浪人 花山大吉』
  - 第1話：2022年9月23日 -
  - 第2話：2022年9月27日 -
- 『仮面の忍者 赤影』（1967年・坂口祐三郎主演版）
  - 第1話：2022年9月30日 -
  - 第2話：2022年10月4日 -
- 『長谷川伸シリーズ沓掛時次郎』（1972年）
  - 第1話：2022年10月7日 -
  - 第2話：2022年10月11日 -
- 『服部半蔵 影の軍団』
  - 第1話：2022年10月14日 -
  - 第2話：2022年10月18日 -